# Drève du Bonheur
La drève du Bonheur (en néerlandais : Geluksdreef) est une drève bruxelloise de la commune de Woluwe-Saint-Pierre sans issue qui commence rue François Desmedt sur une longueur totale de 200 mètres. Une toute petite portion de cette rue est située en région flamande de la commune de Kraainem.

## Historique et description
À l'origine, la drève du Bonheur formait un même chemin de campagne avec l'actuelle rue de la Limite, située dans son prolongement par-delà le talus de l'ancien chemin de fer de Bruxelles à Tervueren. Sur l'Atlas communal de 1808, ce chemin est nommé « chemin de la Vierge », probablement en raison de l'« arbre de la Vierge » figuré sur ce même atlas au carrefour de l'actuelle rue François Desmedt. La création du talus de chemin de fer vers 1882 a coupé le chemin en deux, transformant sa partie sud, devenue la drève du Bonheur, en un court cul-de-sac. En raison de cette caractéristique, la voirie est dénommée « rue Courte » dans les permis de bâtir de 1929.
Les bâtiments les plus anciens qui bordent la courte voie remontent à l'entre-deux-guerres. Il s'agit de petites maisons à deux niveaux. Certaines sont de modestes maisons mitoyennes, comme les nos 6 à 10 et 14. D'autres prennent la forme de petites villas à trois façades. Toutes celles situées au fond de la drève (nos 28 à 43) sont conçues en 1929 par l'architecte Jean-Florian Collin.

## Inventaire régional des biens remarquables

Au numéro 26 : petite villa à trois façades, de deux niveaux sous toiture à croupes, conçue en style Art Déco en 1927 pour le propriétaire Pierre Hauwaert. La façade principale, en briques flammées rehaussées d'éléments en pierre et simili-pierre, comporte une étroite travée d'entrée flanquée de deux autres plus larges. La travée de droite s'avance en avant corps et abrite un garage, celle de gauche est marquée par un oriel de plan trapézoïdal au rez-de-chaussée, sous terrasse. Les fenêtres de l'étage adoptent également un couronnement trapézoïdal. Celle de la travée de droite s'inscrit dans un encadrement à ressauts multiples. La façade latérale, en briques ordinaires, comporte deux fenêtres murées à l'étage.